# Rhodospatha steyermarkii
Rhodospatha steyermarkii är en kallaväxtart som beskrevs av George Sydney Bunting. Rhodospatha steyermarkii ingår i släktet Rhodospatha och familjen kallaväxter. Inga underarter finns listade.